# Лебон, Килан
Килан Лебон (фр. Keelan Lebon; 4 июля 1997, Париж, Франция) — французский футболист, полузащитник азербайджанского клуба «Нефтчи» Баку и сборной Сен-Мартена.

## Карьера
В 2019 года перешёл в французский клуб «Газелек».
В 2020 году стал игроком болгарского клуба «Берое».
В августе 2022 года подписал контракт с клубом «Астана».

## Клубная статистика
| Игровая карьера | Игровая карьера | Игровая карьера | Лига | Лига | Кубок | Кубок | Межд. | Межд. | Др. | Др. |
| --------------- | --------------- | --------------- | ---- | ---- | ----- | ----- | ----- | ----- | --- | --- |
| 2019/20         | Кретей          | В               | 1    | 0    | —     | —     | —     | —     | —   | —   |
| 2020/21         | Берое           | А               | 19   | 1    | 1     | 0     | —     | —     | —   | —   |
| 2021/22         | Берое           | А               | 24   | 2    | 2     | 0     | —     | —     | —   | —   |
| 2022            | Астана          | А               | 11   | 1    | 2     | 1     | —     | —     | —   | —   |
| 2022/23         | Нефтчи (Баку)   | А               | 17   | 4    | 3     | 0     | —     | —     | —   | —   |
| 2023/24         | Нефтчи (Баку)   | А               | 11   | 0    | —     | —     | 4     | 1     | —   | —   |